# シングルスケーティング
シングルスケーティング（Single skating）は、フィギュアスケート競技のひとつ。男子シングルと女子シングルの2つがある。

## 概要
男子女子ともに、ショートプログラムとフリースケーティングを行う。大会によっては、ショートプログラムで所定の順位に入った者のみでフリースケーティングを行うこともある。採点方法は、ISUジャッジングシステムを参照。

## 国際スケート連盟ルール

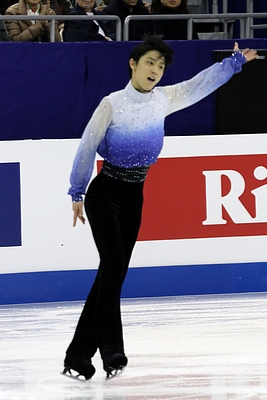
男子シングル-羽生結弦

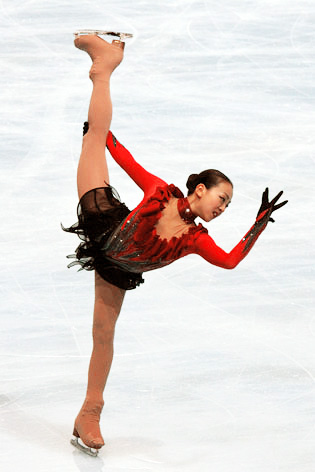
女子シングル-浅田真央

### ショートプログラム
- 演技時間：男女共に2分40秒 ±10秒の幅が認められている（2015-2016シーズンまでは2分50秒以内であった）
- 使用楽曲：選曲は自由。歌詞の入った楽曲の使用も可能。
- 必須要素（男女共に7つ）
  - 男女共通
    - アクセルジャンプ（3回転もしくは2回転）
    - ステップからのジャンプ（4回転もしくは3回転）
    - ジャンプコンビネーション
      - 男子：4回転-3回転、4回転-2回転、3回転-3回転もしくは3回転-2回転
      - 女子：3回転-3回転もしくは3回転-2回転

    - フライングスピン
    - スピンコンビネーション
    - ステップシークエンス

  - 男子のみ
    - 足換えスピン

  - 女子のみ
    - レイバックスピン

満たさない要素があったり、余分な要素があったり、ミスをした要素をやり直したりしてはいけない。また基本的に、ジャンプは各要素で同じ種類のジャンプを跳んではいけない（ただし、回転数が異なる場合はこの限りではない。例：シングルアクセルとトリプルアクセル）。アクセルジャンプの要素でトリプルアクセルを跳んだ場合、他のジャンプの要素でトリプルアクセルを跳んではならない。

### フリースケーティング
- 演技時間
  - 男子：シニア・ジュニア共に4分。±10秒の幅が認められている（2018-2019シーズンより）。
  - 女子：シニアが4分、ジュニアが3分30秒。±10秒の幅が認められている。
- 使用楽曲：選曲は自由。歌詞の入った楽曲の使用も可能。
- 必須要素（男女共に最高12個）
  - ジャンプ要素
    - 最低1つのアクセルジャンプを含め男女共に7つまで
    - 7回のジャンプという意味ではない

  - スピン
    - 男女共にスピンコンビネーション、任意のフライングスピン、任意の単一姿勢でのスピンを最低1つずつ含む3つまで

  - ステップシークエンス
    - 男女共に2回まで

ジャンプのうち、ジャンプコンビネーション（またはジャンプシークエンス）は3つまで、そのうち3回連続コンビネーションは1つまでに制限されている。また、同じ種類の3回転以上のジャンプは2種類を2回までしか挑戦できず（予定していた3回転以上のジャンプへの挑戦ではなく2回転以下ジャンプへの挑戦に変更したものとみなされた場合はこの限りではない。また、4回転と3回転は別の種類とみなす）、2回転アクセルは2回までしか跳ぶことができない。ショートプログラムと比べると演技に弾力性はあるが、ミスをした要素をやり直してはいけない。スピンでは採点表で全く同じ表記（CCoSp, FSp等）をされるものが複数あってはならず、複数回同じスピンを行った場合は、その表記のスピンのうち最初の1つを除く全てが0.0点となる。